# Marek Robak
Marek Krzysztof Robak (ur. 24 marca 1960 w Poznaniu ) – polski historyk, dziennikarz, działacz opozycji politycznej w PRL.
Według informacji IPN był ewidencjonowany jako osoba przemycająca antysocjalistyczne treści i poglądy w publicystyce i wydawnictwach , od 1979 roku zaangażowany w Ruch Młodej Polski , w czasie studiów w Poznaniu współtworzący organizację „Pro Patria” . Z powodu "wrogiej postawy politycznej" zastrzeżono mu wyjazd do wszystkich krajów świata do 19 lutego 1980 roku .
W związku z prewencyjnymi zatrzymaniami przed spotkaniem założycielskim Ruchu Młodych w 1979 roku zatrzymany przez Służbę Bezpieczeństwa. Internowany w Zakładzie Karnym w Gębarzewie .
Absolwent Wydziału Historii Uniwersytetu im. Adama Mickiewicza w Poznaniu .
Nauczał historii w szkole podstawowej i średniej . W 1992 roku objął stanowiska dyrektora Liceum Świętego Tomasza z Akwinu. Współautor (wraz z Grzegorzem Kucharczykiem i Pawłem Milcarkiem) podręcznika "Historia. Przez tysiąclecia i wieki".

## Odznaczenia
- Krzyż Oficerski Orderu Odrodzenia Polski[6]
- Krzyż Wolności i Solidarności[7].